# Banda Ferraris
La Banda Ferraris è stata una formazione partigiana della Resistenza laziale attiva a Guidonia Montecelio e inserita nel Fronte Militare Clandestino della Regia Aeronautica e nel Raggruppamento Patrioti "Castelli e Lazio Sud". Si è distinta per aver organizzato, tra il 3 ed il 6 giugno del 1944, la difesa dell'abitato di Montecelio. 

## Storia
Dopo l'armistizio dell'8 settembre 1943 il colonnello Angelo Tondi consegnò l'Aeroporto di Guidonia alla Luftwaffe. Nel campo di volo si stabilirono unità della XI. Flieggerkorps e dell'Armeeoberkommando 10. Una sede del comando fu creata in via Lunardi, nel palazzo che faceva angolo con le Poste. Unità dell'Heeresgruppe C alloggiarono nel palazzo baronale di Montecelio. Agli impianti dell'aeroporto di Guidonia lavorò l'Organizzazione Todt, che impiegò molti giovani del territorio.
Dopo l'armistizio dell'8 settembre 1943, un gruppo di militari dell'Aeroporto di Guidonia si riunì attorno alla figura del capitano Pierino Ferraris (da cui prese il nome la formazione). Inizialmente alle dipendenze del Gruppo Militare Clandestino Bertone, nel gennaio del 1944 la Banda “Ferraris” passò sotto il comando del Fronte Aeronautico clandestino del generale Umberto Cappa.
Le principali attività della formazione, alle quali parteciparono anche alcuni civili del borgo di Montecelio, furono l'occultamento di armi, la creazione di un servizio di informazioni con i comuni limitrofi, il sabotaggio delle postazioni nemiche, l'assistenza a militari sbandati ed ex prigionieri alleati nascosti presso i Monti Cornicolani e l'allestimento di un campo per l'aviolancio di rifornimenti presso il pratone di Monte Gennaro.
Il 6 giugno del 1944 alcuni uomini della Banda si scontrarono con le retroguardie tedesche in zona "Cannetaccio".
Gli Alleati liberarono Guidonia Montecelio il 7 giugno 1944. Il borgo di Montecelio venne cannoneggiato da una postazione di artiglieria tedesca attestata tra Palombara Sabina e Marcellina. Questo evento causò l'uccisione di un bambino di 11 anni e il ferimento di altre due persone. Dopo la guerra il capitano Pierino Ferraris e i civili Aristeo De Nicola e Guglielmo Fioravanti vennero decorati con Medaglia d'Argento al Valor Militare.